# Agnès Jaoui
Agnes Jaoui (Antony, Alts del Sena, 19 d'octubre de 1964) és una actriu, cantant, guionista i directora de cinema francesa d'ascendència tunisiana i jueva. Ha treballat sovint en col·laboració amb la seva antiga parella Jean-Pierre Bacri.

## Biografia
És filla d'Hubert Jaoui i Gyza Jaoui, ambdós escriptors i no relacionats amb la indústria del cinema. Es van mudar a París quan tenia 8 anys. Va començar en teatre quan estava al Lycée Henri-IV de París. Va ingressar al Cours Florent quan tenia 15 anys. Patrice Chéreau, director del Théâtre des Amandiers a Nanterre, on va seguir les classes de dramatúrgia des del 1984, li va donar un paper a la pel·lícula Hôtel de France el 1987. Aquell mateix any, també va actuar a L'anniversaire de Harold Pinter amb Jean-Pierre Bacri, que després serà un col·lega fidel i company.
Plegats van escriure l'obra Cuisine et dépendances que va ser adaptada a la pantalla el 1992 per Philippe Muyl. El 1993 el director Alain Resnais els va demanar que escrivissin una adaptació de l'obra de vuit parts d'Alan Ayckbourn Intimate Exchanges, que es va convertir en la pel·lícula de dues parts Smoking/No Smoking. Gràcies a aquest irònic díptic sobre el lliure albir i el destí, van guanyar el César al millor guió original o adaptació el 1994. Però va ser el 1996 que van conèixer un major èxit amb l'adaptació de l'obra de Cédric Klapisch Un air de famille que van mostrar la seva capacitat d'observar i representar la vida quotidiana i de criticar les normes socials mitjançant un humor amarg i corrosiu. Una vegada més, van guanyar el César al millor guió original o adaptació el 1997 i aquest mateix any van tornar a col·laborar amb Alain Resnais per On connaît la chanson que van escriure, però també van interpretar: junts, van guanyar el seu tercer premi César al millor guió i Jaoui va guanyar el seu primer César a la millor actriu secundària.
El 2000 Jaoui va dirigir el seu primer llargmetratge, Le Goût des autres, 2000, amb guió coescrit amb Jean-Pierre Bacri), que qüestiona les identitats socioculturals. La pel·lícula va tenir un èxit enorme a França i va atraure 4 milions d'espectadors. També va guanyar 4 premis César el 2001, incloent-hi el de millor pel·lícula i el millor guió, i també va obtenir la candidatura a l'Oscar a la millor pel·lícula de parla no anglesa. El 2004, la seva segona pel·lícula com a directora Com una imatge coescrita amb Bacri, fou seleccionada al 57è Festival Internacional de Cinema de Canes, i va guanyar el premi al millor guió. Va protagonitzar la darrera pel·lícula de Richard Dembo, La maison de Nina (2005) i després es va centrar en la música i va llançar el seu àlbum de cançons llatines Canta (2006). Va tornar a la indústria del cinema dos anys més tard el 2008 amb Parla'm de la pluja va oferir a l'humorista francès Jamel Debbouze un paper diferent al que solia interpretar.
El 2012 va dirigir la seva última pel·lícula, Al final del conte, també coescrita amb Bacri. Hi revisa diversos contes de fades com la Ventafocs, Blancaneus i Caputxeta Vermella. Va rebre aclamacions per la originalitat i l'humor en la redacció i el diàleg, tant de la crítica com del públic.

### Música
Jaoui va estudiar música al conservatori quan tenia 17 anys, però no va començar la seva carrera com a cantant fins al 2006 quan es va publicar el seu primer àlbum Canta. Hi barreja diversos gèneres de música llatina (com el flamenc, el bolero i bossa) i va cantar exclusivament en castellà i portuguès. El 2007 va guanyar el premi Victoire de la Musique pel "millor àlbum de música tradicional".
El segon àlbum de Jaoui, Dans Mon Pays, fou estrenat el 2009. També va incloure sons llatins i va cantar en castellà i portuguès, excepte dues cançons en francès.

## Vida personal

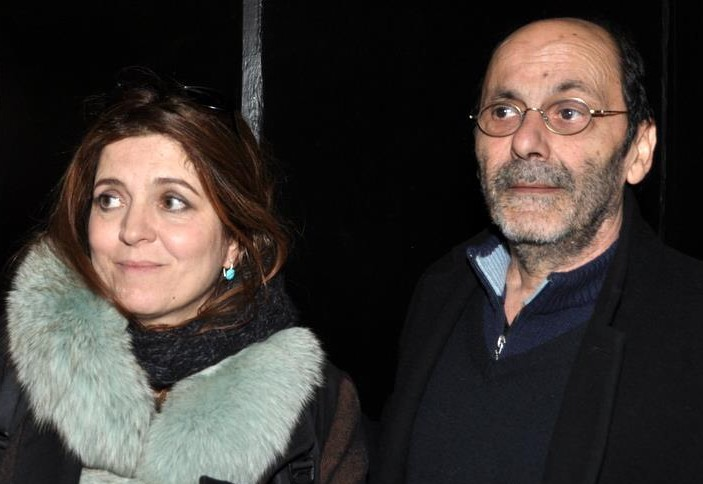
Jaoui i Jean-Pierre Bacri el 2013 a l'estrena d'Al final del conte.

Jaoui és la filla de Gyza Jaoui, una figura pionera de l'anàlisi transaccional, una forma de psicoteràpia iniciada per Eric Berne. Jaoui té un germà, Laurent Jaoui, que també és guionista i director.
Jaoui va mantenir una relació amb Jean-Pierre Bacri entre 1987 i 2012. Malgrat la separació, els dos van decidir mantenir-se en bones condicions i continuar treballant junts.
Va adoptar dos fills del Brasil el 2012.

## Filmografia

### Actriu
- 1983: Le Faucon, de Paul Boujenah: Sandra
- 1987: Hôtel de France, de Patrice Chéreau: Madame Bouguereau
- 1987: L'Amoureuse, de Jacques Doillon: Agathe
- 1990: Ivanov, d'Arnaud Sélignac (TV) : Babakina
- 1991: Canti de Manuel Pradal
- 1993: Cuisine et Dépendances de Philippe Muyl: Charlotte
- 1996: Un air de famille, de Cédric Klapisch: Betty Ménard
- 1997: Le Déménagement, d'Olivier Doran: Claire
- 1997: La Méthode, de Thomas Béguin (curtmetratge) : Cécile
- 1997: On connaît la chanson, d'Alain Resnais: Camille
- 1998: Le Cousin, d'Alain Corneau: Claudine Delvaux
- 1999: On the Run (pel·lícula de 1999), de Bruno de Almeida: Kirstin
- 2000: Une femme d'extérieur, de Christophe Blanc: Françoise
- 2000: Le Goût des autres, d'Agnès Jaoui : Manie
- 2002: 24 heures de la vie d'une femme, de Laurent Bouhnik: Marie Collins Brown
- 2004: Le Rôle de sa vie, de François Favrat: Elisabeth Becker
- 2004: La Maison de Nina, de Richard Dembo: Nina
- 2004: Com una imatge, d'Agnès Jaoui : Sylvia Millet
- 2008: Parla'm de la pluja, d'Agnès Jaoui : Agathe Villanova
- 2012: Du vent dans mes mollets, de Carine Tardieu: Colette Gladstein
- 2013: Al final del conte, d'Agnès Jaoui : Marianne
- 2014: L'Art de la fugue, de Brice Cauvin: Ariel
- 2015: Comme un avion, de Bruno Podalydès: Laëtitia
- 2015: Je suis à vous tout de suite, de Baya Kasmi: Simone Belkhacem
- 2017: Aurore, de Blandine Lenoir: Aurore Tabort
- 2018: Place publique, d'Agnès Jaoui : Hélène
- 2018: Les Bonnes Intentions de Gilles Legrand: Isabelle

### Guionista
- 1993: Smoking / No Smoking d'Alain Resnais, coescrit amb Jean-Pierre Bacri d'après Alan Ayckbourn
- 1993: Cuisine et Dépendances de Philippe Muyl, coescrit amb Jean-Pierre Bacri et Philippe Muyl
- 1996: Un air de famille de Cédric Klapisch, coescrit amb Jean-Pierre Bacri it Cédric Klapisch
- 1997: On connaît la chanson d'Alain Resnais, coescrit amb Jean-Pierre Bacri
- 2000: Le Goût des autres d'Agnès Jaoui, coescrit amb Jean-Pierre Bacri
- 2004: Com una imatge d'Agnès Jaoui, coescrit amb Jean-Pierre Bacri
- 2008: Parla'm de la pluja d'Agnès Jaoui, coescrit amb Jean-Pierre Bacri
- 2013: Al final del conte d'Agnès Jaoui, coescrit amb Jean-Pierre Bacri
- 2015: L'Art de la fugue de Brice Cauvin, coescrit amb Brice Cauvin i Raphaëlle Valbrune
- 2018: Place publique d'Agnès Jaoui, coescrit amb Jean-Pierre Bacri

### Directora
- 2000: Le Goût des autres
- 2004: Com una imatge
- 2008: Parla'm de la pluja
- 2013: Al final del conte
- 2018: Place publique

## Premis
Césars
- 1994: César al millor guió original o adaptació amb Jean-Pierre Bacri per Smoking / No Smoking
- 1997: Nominació al César a la millor actriu secundària per Un air de famille
- 1997: César al millor guió original o adaptació amb Jean-Pierre Bacri i Cédric Klapisch per Un air de famille
- 1998: César a la millor actriu secundària per On connaît la chanson
- 1998: César al millor guió original o adaptació amb Jean-Pierre Bacri per On connaît la chanson
- 2001: César a la millor pel·lícula per Le Goût des autres
- 2001: César al millor guió original o adaptació amb Jean-Pierre Bacri per Le Goût des autres
- 2001: Nominació al César a la millor directora per Le Goût des autres
- 2001: Nominació al César a la millor actriu secundària per Le Goût des autres
- 2005: Nominació al César al millor guió original o adaptació amb Jean-Pierre Bacri per a Com una imatge
- 2016: Nominació al César a la millor actriu secundària per Comme un avion

Oscars
- 2001: Nominació a l'Oscar a la millor pel·lícula de parla no anglesa per Le Goût des autres

Festival de Canes
- 2004: Premi al millor guió amb Jean-Pierre Bacri per Com una imatge
- 2004: Selecció oficial per a Com una imatge

Prix Lumières
- 1997: Prix Lumières al millor guió original o adaptació amb Jean-Pierre Bacri i Cédric Klapisch per Un air de famille
- 2001: Prix Lumières a la millor pel·lícula per Le Goût des autres
- 2001: Prix Lumières al millor director per Le Goût des autres
- 2001: Prix Lumières al millor guió original o adaptació amb Jean-Pierre Bacri per Le Goût des autres

David di Donatello
- 2001: Prix David di Donatello a la millor pel·lícula estrangera per Le Goût des autres

Altres
- 1999: Premi Henri Jeanson de la SACD
- 2000: European Award al millor guió original o adaptació amb Jean-Pierre Bacri per Le Goût des autres
- 2001: Premi René Clair per conjunt de la seva obra cinematogràfica
- 2004: European Award al millor guió original o adaptació amb Jean-Pierre Bacri per a Com una imatge
- 2005: Étoile d'or al guionista amb Jean-Pierre Bacri per a Com una imatge